# Pierwszy oddział: Moment prawdy
Pierwszy oddział: Moment prawdy (ros. Первый отряд, Pierwyj otriad; jap. ファーストスクワッド, Fāsuto sukuwaddo) – anime Studia 4°C powstałe przy współpracy z rosyjskim Molot Entertainment.

## Fabuła
Akcja filmu osadzona została w alternatywnych realiach II wojny światowej na froncie wschodnim. Bohaterami produkcji są sowieccy nastolatkowie posiadający nadprzyrodzone zdolności, wysłani do walki z oficerem SS i wskrzeszonymi przez niego członkami dwunastowiecznego zakonu Świętego Krzyża.

## Historia produkcji
9 maja 2005 roku pojawił się wideoklip rosyjskiego rapera Ligalajza do utworu Nasza s toboj pobieda (Наша с тобой победа) wyreżyserowany przez Daisukego Nakayamę, wyprodukowany przez Michaiła Szprica i Aleksieja Klimowa. W teledysku przedstawiono walczących ze sobą żołnierzy wojsk radzieckich i nazistowskich, wykorzystujących w walce mechy i siły nadprzyrodzone. W 2007 roku ogłoszono, że trwają prace nad pełnometrażową wersją projektu, którego premiera wyznaczona została na rok 2009. Pierwszy publiczny pokaz filmu miał miejsce 13 maja podczas festiwalu w Cannes. Oficjalny tytuł dla krajów anglojęzycznych to First Squad: The Moment of Truth (pol. Pierwszy oddział: Chwila prawdy). Film znalazł się w repertuarze 25. Warszawskiego Międzynarodowego Festiwalu Filmowego z projekcjami w dniach 12 października, 13 października i 16 października 2009.

## Obsada głosowa
- Jelena Czebaturkina – Nadia
- Aleksandr Gruzdiew – Generał Biełow
- Michaił Tichonow – Lonia
- Irina Sawina – Wala
- Ludmiła Szuwałowa – Zina
- Damir Eldarow – Marat
- Siergiej Ajsman – Baron von Wolff
- Olga Gołowanowa – Bliźniaczki
- Rudolf Pankow – Mnich
- Nikita Prozorowskij – Obergruppenführer SS Linz
- Artiem Kipnis – Doktor
- Damir Eldarow – Rzeźnik
- Michaił Beskarawajnij – Garbus